# National Crime Syndicate
National Crime Syndicate var et navn givet af den amerikanske presse til en løst sammensat kriminel organisation bestående af en række amerikanske mafia-familier og andre kriminelle grupperinger. Organisationens primære deltagere var tæt knyttet til den italiensk-amerikanske og den jødisk-amerikanske mafia, men havde også tilknytning til den irsk-amerikanske mafia og andre kriminelle grupperinger. Organisationen blev etableret i 1929 og menes at være ophørt i 1950'erne.
Organisationen etablerede en "udøvende gren", Murder, Inc., der udførte hundredevis af drab på vegne National Crime Syndicate i 1930'erne og 1940'erne.

## Historie
Ifølge litteraturen om organiseret kriminalitet i USA blev ideen om en overordnet organisation, der skulle koordinere de større amerikanske sammenslutninger, udtænkt af gangsteren Johnny Torrio, der sammen med Al Capone drev gangsterorganisationen The Chicago Outfit. Andre kilder angiver, at idéen blev udtænkt af gangsteren Charles "Lucky" Luciano.
Organisationen blev dannet på en konference i maj 1929 i Atlantic City. Under mødet deltog en lang række af de ledende figurer fra den amerikanske underverden, herunder Torrio, Luciano, Meyer Lansky, Frank Costello, Al Capone, Benjamin "Bugsy" Siegel, Joe Adonis, Dutch Schultz, Abner "Longie" Zwillman, Louis "Lepke" Buchalter, Vincent Mangano, Nucky Johnson, Frank Erickson, Frank Scalice og Albert "the Mad Hatter" Anastasia. Andre har beskrevet mødet i Atlantic City som et møde til koordinering og fastlæggelse af strategi for deltagernes illegale aktiviteter med spiritusfremstilling og -smugling under forbudstiden. Organisationens aktiviteter blev i begyndelsen af 1950'erne genstand for en undersøgelseskommission nedsat af det amerikanske senat under ledelse af Estes Kefauver.
Organisationens "udøvende gren" bestod af en række mafiamedlemmer fra Brooklyn i New York City, der udførte en række likvideringer i 1930'erne og 1940'erne på bestilling af mafia-bosserne i National Crime Syndicate. Den "udøvende gren" fik af amerikanske medier tilnavnet "Murder, Inc." og var ledet af Buchalter og Anastasia, der rapporterede til Lansky og Adonis.
Selvom flere af organisationens medlemmer blev stillet for en domstol og i flere tilfælde idømt langvarige fængselsstraffe og dødsdomme, er detaljerne om organisationens ophør uklare. I slutningen af 1940'erne var Murder Inc. ophørt med at fungere og de fleste af National Crime Syndicates ikke-italienske dele faldet fra. En række personer, eksempelvis Lansky, fortsatte aktiviteterne i samarbejde med den italienske mafia.
I journalisten Robert Laceys biografi om Meyer Lansky, Little Man (1991), argumenterer Lacey for, at der aldrig eksisterende et National Crime Syndicate, men at det "blot" var et begreb, der var blevet sammenblandet med den amerikanske mafia.